# Чуйкова, Мария Васильевна
Мари́я Васи́льевна Чуйко́ва (14 мая 1913, с. Сядемка, Тамбовская губерния — ?) — звеньевая свеклосовхоза им. Сталина Соседского района, Герой Социалистического Труда (1948).

## Биография
Родилась в семье крестьянина-бедняка. Получила начальное образование.
С 1930 года посезонно работала на свекловичных полях Смирновского отделения Земетчинского сахарного комбината. С 1934 года работала в свеклосовхозе им. Сталина Соседского района, стала звеньевой.
18 мая 1948 Указом Президиума Верховного Совета СССР удостоена звания Героя Социалистического Труда за полученный в 1947 году высокий урожай сахарной свеклы — 625 центнеров с гектара на площади 2 гектара.
С 1949 года работала в Куйбышевском отделении совхоза «Путь к коммунизму» Башмаковского района. Выйдя на пенсию, жила в селе Соседка.

## Награды
Звание Героя Социалистического Труда с вручением золотой медали «Серп и Молот» (№ 2233) и ордена Ленина (№ 73257) (18.05.1948)

## Комментарии
1. ↑  По другим данным, год рождения — 1918[1].
2. ↑  Ныне — в Земетчинском районе Пензенской области.
3. 1 2  Ныне — с. Соседка Башмаковского района Пензенской области.